# Ривердејл (Небраска)
Ривердејл (енгл. Riverdale) град је у америчкој савезној држави Небраска.

## Демографија
По попису из 2010. године број становника је 182, што је 31 (-14,6%) становника мање него 2000. године.
| Група             | 2000.       | 2010.       |
| Белци             | 212 (99,5%) | 178 (97,8%) |
| Афроамериканци    | 0 (0,0%)    | 0 (0,0%)    |
| Азијати           | 0 (0,0%)    | 0 (0,0%)    |
| Хиспаноамериканци | 0 (0,0%)    | 1 (0,5%)    |
| Укупно            | 213         | 182         |